# 골든 애로상
골든 애로상(ゴールデン・アロー賞 고루덴 아로쇼[*], Golden Arrow Award)는 사단법인 일본잡지협회의 6개 클럽 가운데 하나인 '잡지 예능 기자 클럽'의 주최로 그 해 연예계에서 크게 활약한 탤런트 및 스태프에게 주어지는 상이다. 정식 명칭은 잡지예능기자회상으로, 1964년 3월 17일에 제1회 시상식(1963년도)이 개최되었으며 2008년 3월 3일 제45회(2007년도)를 끝으로 시상식은 종료되었다.

## 내력
1963년 대상과 화제상, 취재협력상, 신인상, 특별상 5개 부문으로 제1회 시상식이 시작되었다.

## 각종 기록

### 대상을 2회 이상 수상
- 비트 다케시 (재23회 방송상, 제40회 골든 스타상) / 기타노 다케시 (제35회 영화상, 제38회 영화상)
- 요시나가 사유리 (제2회, 제21회 영화상)
- 다케나카 나오토 (제29회 영화상, 제34회 방송상)
- 이치카와 소메고로 (제3회)→마쓰모토 고시로 (제40회 연극상)

### 최우수 신인상 수상자의 대상 수상
- 마쓰자카 게이코 (제10회, 제20회 영화상) - 부문별 시상 개시 이전에 신인상 수상.
- 소년대 (제24회 음악신인상, 제31회 연극상)
- 히카와 기요시 (제38회 음악신인상, 제41회 음악상) - 같은 부문에서는 유일